# Lumie di Sicilia
Lumìe di Sicilia è un dramma teatrale in un solo atto, scritto da Luigi Pirandello sulla base di una novella del 1910 dallo stesso titolo.
È stato il primo dramma di Pirandello ad esser rappresentato assieme a La morsa: le due opere furono interpretate nella stessa serata dalla Compagnia dei Minimi di Nino Martoglio il 9 dicembre 1910 al Teatro Metastasio di Roma.
Lumie di Sicilia apparve su La nuova Antologia il 16 marzo 1911, e l'anno successivo presso l'editore Treves.
Dello stesso dramma Pirandello scrisse una versione in lingua siciliana per Angelo Musco, che la interpreterà il 1º luglio 1915 a Catania.
Una rielaborazione in dialetto romanesco con il titolo Agro di limone fu portata in scena da Ettore Petrolini.
Il 23 giugno 1956 è stato trasmesso in televisione dalla RAI, interpretato da Paolo Carlini e Paola Borboni, regia di Silverio Blasi.

## Trama
Micuccio Bonavino è vissuto per lunghi anni con il ricordo della sua amata Teresina di cui lui stesso ha scoperto le doti canore e che ora, divenuta famosa, gira il mondo raccogliendo successi.
Se non fosse stato per lui, umile suonatore di ottavino della banda comunale, Teresina sarebbe rimasta in paese a condurre la sua misera vita. Micuccio invece, non solo ha aiutato a sopravvivere, con il suo misero stipendio, lei e la madre Marta, ma, a prezzo di grandi sacrifici, le ha procurato un pianoforte e l'ha fatta studiare, vendendo addirittura un suo piccolo podere per permetterle di compiere gli studi a Napoli.
Micuccio ha alimentato il ricordo di Teresina, che ora si fa chiamare Sina Marnis, mantenendolo vivo dentro di lui ma cristallizzandolo a quando era una povera e semplice ragazzina siciliana con una bella voce, innamorata di lui. Ora egli scoprirà come il tempo e la vita possono far cambiare una persona sino a renderla del tutto diversa da quella che era e come l'amore può continuare a vivere in una persona mentre nell'altra muore a poco a poco.
Dopo un lungo e faticoso viaggio in treno, durato due giorni, Micuccio vuol fare una sorpresa a Sina e si presenta, malmesso per il viaggio, nella sua lussuosa casa in una città del Nord, proprio nel momento in cui si sta preparando una serata in onore della famosa cantante.
L'ingenuo Micuccio, che si stupisce del lussuoso ambiente dove ormai vive Sina, vedrà sgretolarsi a poco a poco l'immagine che ha conservato di lei. Persino i domestici lo relegano in anticamera, dove gli farà compagnia la zi' Marta che ha conservato il ricordo delle sue umili origini e che tenterà di far capire a Micuccio come ormai Teresina, che ha condotto una vita molto lontana da quei costumi contadini in cui egli continua a credere, non sia più adatta a lui.
Ma solo l'improvvisa comparsa di Sina, sfavillante di gioielli e vestita lussuosamente con una provocante scollatura, convince Micuccio della verità, a cui finora non aveva voluto credere in nome del ricordo che conservava di lei.
Reagisce allora con rabbia e con fierezza quando Sina vorrebbe prendere e sentire il profumo delle lumie che egli ha portato dalla Sicilia: lei non ne è più degna ed egli le dona invece alla madre; e a Teresina in lacrime, caccia nel seno il denaro, che gli era stato prestato per superare una malattia che lo aveva colpito, e che egli era venuto onestamente a restituire.
Solo il denaro ora ha importanza per Sina:

## Edizioni
- Luigi Pirandello, Maschere nude, a cura di Italo Zorzi e Maria Argenziano, Newton Compton Editori, 2007